# Wijayarana
Wijayarana – rodzaj płazów bezogonowych z rodziny żabowatych (Ranidae).

## Zasięg występowania
Rodzaj obejmuje gatunki występujące w zachodniej i północnej Tajlandii (Kanchanaburi, Prachuap Kirikhan i Chiang Mai), zachodnim i północnym Laosie oraz prefekturze Xishuangbanna w południowym Junnan w Chińskiej Republice Ludowej; występuje również na Jawie i Sumatrze.

## Systematyka
Rodzaj zdefiniował w 2018 roku międzynarodowy zespół herpetologów (Indonezyjczycy Umilaela Arifin i Djoko Iskandar, Malezyjczyk Kin Onn Chan, Indyjczyk Utpal Smart, Szwajcar Stefan T. Hertwig, Amerykanin Eric Nelson Smith i Niemiec Alexander Haas) w artykule poświęconym ponownego przeglądowi sytuacji filogenetycznej w obrębie rodzaju Huia z wykorzystaniem danych molekularnych i morfologii kijanek, opublikowanym w czasopiśmie Zoological Journal of the Linnean Society. Gatunkiem typowym jest (oryginalne oznaczenie) W. sumatrana.

### Etymologia
Wijayarana: sanskr. Vijana ‘zwycięstwo’; łac. rana ‘żaba’.

### Podział systematyczny
Do rodzaju należą następujące gatunki:
- Wijayarana javana (Yang, 1991)
- Wijayarana masonii (Boulenger, 1884)
- Wijayarana melasma (Stuart & Chan-ard, 2005)
- Wijayarana modiglianii (Doria, Salvidio & Tavano, 1999)
- Wijayarana sumatrana (Yang, 1991)